# Goslessopitómnik
Goslessopitómnik - Гослесопитомник (rus) - és un khútor del krai de Krasnodar, a Rússia. Es troba a les terres baixes de Kuban-Priazov. És a 14 km al nord-est de Kusxóvskaia i a 188 km al nord de Krasnodar. Pertany al poble de Razdólnoie (Krasnodar).